# Fabio Nunziata
Fabio Nunziata (* 21. Februar 1965 in Cosenza) ist ein italienischer Filmeditor.
Nunziata studierte 1985 bis 1987 am Centro Sperimentale di Cinematografia, wo er sich auf den Filmschnitt spezialisiert hatte. Als Editor arbeitete er zunächst an Kurzfilmen, und nach zwei Filmen von Pappi Corsicato auch an etlichen anderen Werken; mehrfach für Regisseure wie Massimo Cappelli und Abel Ferrara.
Als Ko-Regisseur neben Eugenio Cappuccio und Massimo Gaudioso verantwortete er den 1997 mit schmalem Budget realisierten Il caricatore, dessen autobiografische Geschichte auch bei Kritikern gut ankam, sowie drei Jahre später La vita è una sola. In beiden Filmen war Nunziata auch als Darsteller zu sehen.
Nunziata war zwei Mal für ein Silbernes Band nominiert.

## Filmografie (Auswahl)
Ko-Regie
- 1997: Il caricatore
- 2000: La vita è una sola

Schnitt
- 2005: Mary
- 2007: Go Go Tales
- 2014: Pasolini
- 2019: Tommaso
- 2020: Siberia
- 2022: The Last Ride of the Wolves